# Lasek Golęciński

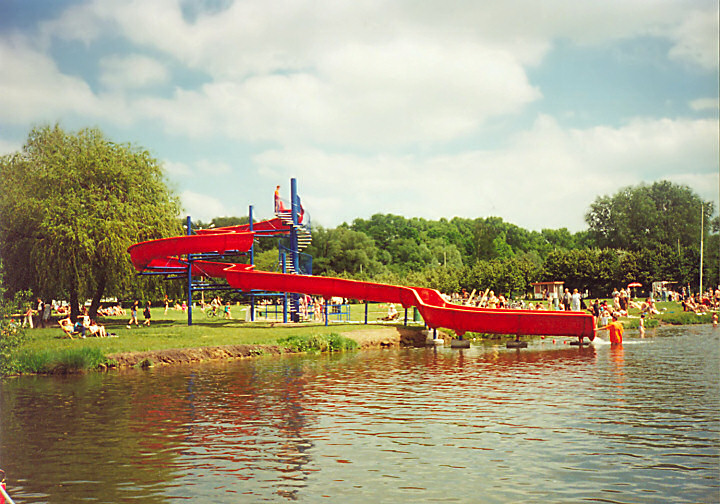
Jezioro Rusałka – jądro Lasku Golęcińskiego

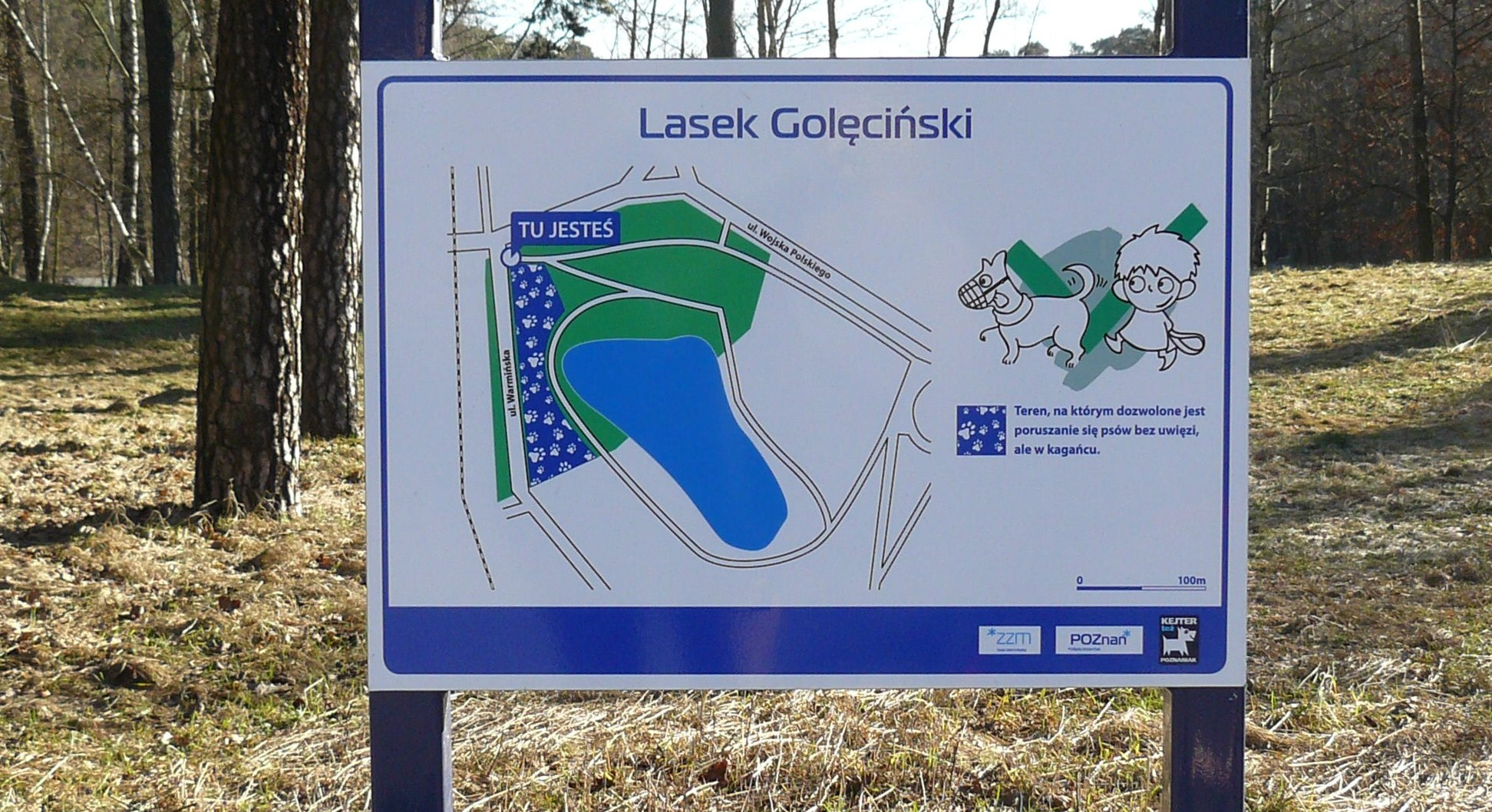
Plan terenów przyjaznych psom

Lasek Golęciński – potoczna nazwa na część lasów komunalnych miasta Poznania, zlokalizowanych na Golęcinie, w widłach dwóch linii kolejowych:
- Poznań – Szczecin na południu
- Poznań – Piła na wschodzie.

Lasek graniczy ze Strzeszynem na północy, Wolą i Ogrodami na południu i zachodzie oraz z Niestachowem i Sołaczem na wschodzie.

## Opis ogólny i obiekty
Istotną część Lasku Golęcińskiego stanowi Jezioro Rusałka i rozległe tereny spacerowe wokół niego. Często w poczet Lasku zalicza się także częściowo teren Uniwersytetu Przyrodniczego i obszary należące dawniej do klubu sportowego Olimpia Poznań, będące przedłużeniem Sołacza i Niestachowa, jak również Ogród Dendrologiczny Uniwersytetu Przyrodniczego w Poznaniu.
Na terenie Lasku Golęcińskiego lub na jego skraju, oprócz wyżej wymienionych, znajdują się także:
- Centrum Szkolenia Wojsk Lądowych im. Stefana Czarnieckiego
- Zespół Szkół Technicznych im. Michała Drzymały.

Rejon dawnej pętli tramwajowej (patrz niżej) jest popularnym miejscem wypoczynku świątecznego mieszkańców Poznania – znajdują się tutaj dwa bary piwne. Przez cały Lasek wiodą uczęszczane szlaki piesze, zarówno znakowane, jak i nie znakowane, jak również ścieżki dla jeźdźców z pobliskiej Woli (Hipodrom Wola). Niektóre części tego terenu mają charakter parkowy, inne stanowią zwykły las iglasty lub mieszany.
Lasek Golęciński (zwłaszcza tutejsze siedliska łęgowe) są jednym z nielicznych miejsc, gdzie zaobserwowano w Poznaniu chronionego grzyba – smardza jadalnego (Morchella esculenta).

## Komunikacja
Do Lasku dojechać można autobusami MPK Poznań: 124, 160, 164, 170 i 195. Od lat 20. XX w. do 1974 na terenie Lasku Golęcińskiego usytuowana była pętla tramwaju linii 9. Pętla znajdowała się przy Centrum Szkolenia Wojsk Lądowych. Po likwidacji linii tramwajowej pętla służyła do początku XXI wieku autobusowej linii 164, aż do czasu jej wydłużenia na Osiedle Literackie. Obecnie nie jest wykorzystywana. Przez teren Lasku przebiega (bez przystanku) linia kolejowa z Poznania do Piły.

## Turystyka
Przez lasek przebiega  szlak turystyczny Golęcin – Krzyżowniki (fragment Europejskiego długodystansowego szlaku pieszego E11).